# Castruccio Castracane degli Antelminelli
Castruccio Castracane degli Antelminelli (ur. 21 września 1779 w Urbino, zm. 22 lutego 1852 w Rzymie) – włoski kardynał.

## Życiorys
Urodził się 21 września 1779 w Urbino, jako syn Giuseppego Castracane degli Antelminelli i Gentiliny Honorati (jego bratem był Innocenzo Castracane degli Antelminelli). Studiował w rodzinnym mieście, a następnie w Rzymie w Collegio Romano i Papieskiej Akademii Kościelnej. Po przyjęciu święceń kapłańskich rozpoczął pracę w Kurii Rzymskiej. 15 kwietnia 1833 roku został kreowany kardynałem prezbiterem i otrzymał kościół tytularny San Pietro in Vincoli. Pod koniec 1834 roku został prefektem Kongregacji ds. Odpustów i Świętych Relikwii, a pięć lat później – penitencjariuszem większym. 22 stycznia 1844 roku został podniesiony do godności kardynała biskupa i otrzymał diecezję suburbikarną Palestrina. 11 lutego przyjął sakrę. Zmarł 22 lutego 1852 roku w Rzymie.